# 크로우 (프로게이머)
크로우(본명: 김선규, 1998년 3월 21일 ~ )는 대한민국의 리그 오브 레전드 프로게이머로 아이디는 Crow이다. 포지션은 미드라이너이다.

## 선수 생활
2016년 5월 25일, 버튜오소 게이밍에 입단하면서 프로 커리어를 시작했다.
2017시즌을 앞두고 라이징 스타 게이밍에 입단했다.
2017년 6월, 락스 타이거즈에 입단했다. 2017년 11월, 팀에서 퇴단했다.
2019년 3월, MVP에 입단했다. 2019시즌 종료 이후 MVP에서 퇴단했다.
2020년 6월, 어썸 스피어에 입단했다. 서머 시즌 팀의 우승에 기여했다. 2020시즌 종료 후 팀에서 퇴단했다.

## 소속팀
| # | 팀명               | 소속 기간               | 소속 리그 | 비고 |
| - | ------------------ | ----------------------- | --------- | ---- |
| 1 | 버츄오소 게이밍    | 2016.5.25 ~ 2016.7.27   | CK        |      |
| 2 | 라이징 스타 게이밍 | 2016.11.1 ~ 2017.06.28  | CK        |      |
| 3 | 락스 타이거즈      | 2017.06.28 ~ 2017.11.20 | LCK       |      |
| 4 | MVP                | 2019.03.11 ~ 2019.12.02 | CK        |      |
| 5 | 어썸 스피어        | 2020.06.16 ~ 2020.12.10 | CK        |      |

## 수상 내역
- 리그 오브 레전드 챌린저스 코리아 서머 2020 우승